# Convenção sobre a Patente Europeia

Estados contratantes da CPE em 1 de outubro de 2010

A Convenção  sobre a Patente Europeia (CPE) ou Convenção de Munique é um tratado multilateral que cria o Instituto Europeu de Patentes e estabelece um sistema jurídico autônomo e um procedimento único de concessão de patentes para os estados signatários (32 países em março de 2007), que, em sua maioria, são membros da União Europeia. 
A Convenção sobre a Patente Europeia foi estabelecida em 5 de outubro de 1973 e entrou em vigor no dia 7 de outubro de 1977. Na altura do seu estabelecimento, foi ratificada pelos seguintes países: Bélgica, França, Alemanha, Países Baixos, Reino Unido, Luxemburgo e Suíça.
Em setembro do ano 2000, o Conselho de Administração do IEP aprovou uma proposta de alteração da convenção, denominada CPE 2000. Essa proposta foi submetida a uma conferência diplomática entre 20 e 29 de novembro daquele ano, quando foi proposta a sua ratificação.
No dia 13 de dezembro de 2005, a Grécia tornou-se o décimo-quinto país a ratificar a alteração. O CPE 2000 entrou assim em vigor exactamente dois anos depois, no dia 13 de dezembro de 2007.